# Sugarhill Gang
The Sugarhill Gang je američka hip-hop skupina koju se smatra jednom od začetnica hip-hop scene. 
Najpoznatija pjesma – "Rapper's Delight" – prvi je hip-hop singl koji je 1979. ušao među 40 najprodavanijih u SAD. Njihova kasnija izdanja imala su manje komercijalnog uspjeha.